# Żółtaczek
Żółtaczek, pielęgnica indyjska, żółtaczek indyjski (Pseudetroplus maculatus) – gatunek ryby z rodziny pielęgnicowatych (Cichlidae); jedyny przedstawiciel rodzaju Pseudetroplus. Bywa hodowany w akwariach.

## Występowanie
Żółtaczek żyje w wodach słodkich i słonawych Indii oraz Sri Lanki.

## Charakterystyka
Żółtaczek jest ubarwiony na kolor złoty z pomarańczowymi plamkami albo niebieski. Boki żółtaczka mają ubarwienie od ciemnożółtego po jasnopomarańczowego.
Długość ciała do 9,5 cm.

## Odżywianie
Żółtaczek żywi się narybkiem, zooplanktonem i glonami.